# Polda 4
Polda 4 je česká videohra z roku 2002 a čtvrtý díl populární herní série Polda. Producent byl Martin Zima, výrobní ředitel Radek Smíšek, programoval Petr Svoboda, většinu grafiky vytvořil Dan Falta a většinu hudby Roman Džupinka. Hru nadabovali známí herci Luděk Sobota, Jiří Lábus, Oldřich Kaiser, Václav Postránecký, Bohdan Tůma, Stanislav Fišer, Valérie Zawadská, Eva Spoustová a Pavel Pípal.

## Pozadí
Jedná se o první díl série, který příběhově navazuje na předchozí díl Polda 3. Vrátily se zde také některé postavy z tohoto dílu – agentka FBI Mucová nebo profesor Santusov. S touto postavou se Pankrác setkal při misi na Sibiři, kde se však jmenoval Sergej. Sice zmínil, že jeho kolega Ivan Alexejevič Santusov je již po smrti , ale to mohla být lež sloužící ke skrytí identity. Druhým zdůvodněním je, že se scenáristům postava tak zalíbila, že ji použili i navzdory nelogice v tomto díle. Každopádně hlavní charakteristické rysy – geniální mozek i největší schopnost vynalézat při hladovění jsou u obou postav totožné. 
Tento díl se vymyká oproti ostatním i díky vážné zápletce, dobrodružnému příběhu, napětí, nečekaným zvratům a absenci jednoduchého humoru. Příběhová část jde více do hloubky. Také se zde poprvé neobjevuje jako lokace Česko, ale děj celé hry zůstává na území Paříže, hlavně kolem fiktivního Revolučního divadla, pouze s menší zastávkou na Havaji. Jedná se také o jeden z nejdelších dílů celé série .
Jako první díl série využívá 3D renderovanou grafiku. Pozadí jsou také vymodelované 3D grafikou, avšak ovládání je stále řešené metodou point&click. Ve hře je 80 herních obrazovek. Jedná se také o první díl série, kdy Pankrác může zemřít, což způsobí návrat do poslední uložené pozice. Vyskytují se zde dvě mezihry, skládačka a desková hra. Hra byla přeložená do polštiny pod názvem: Strażnik Czasu (Strážce času).

## Příběh
Intro
Příběh začíná 19. března 2001 na tajné vojenské základně na Sibiři. Velitel Makarov vyhrožuje profesoru Santusovi a dává mu ultimátum k dokončení přístroje, který by mohl při neopatrném používání zabít miliony lidí. Santusov plánuje v noci útěk a za dramatických okolností se mu daří teleportace do Paříže k místnímu divadlu. Zde ho nacházejí příslušníci KGB, před kterými se mu opět podaří uniknout.
2001
Ve stejný čas si na Havaji užívá dovolenou Pankrác s Mucovou. V hotelovém pokoji Polda spokojeně pohazuje s ledvinkou plnou žetonů, které vyhrál v místním kasinu. Po chvilce je nešikovně hází na nedostupné místo za televizi. Na pokoj poté vstoupí muž ohlašující se jako hotelová služba a když mu Pankrác otevře, má v ruce pistoli a chce ho zabít. Mucová ho okamžitě odzbrojuje lahví. Když chvilku poté hledá Pankrác ledvinku s žetony, volá mu profesor Santusov, ať okamžitě přiletí do Paříže, že je to otázka života a smrti. Pankrác Mucové slíbí, že bude co nejrychleji zpátky.
V Paříži se Pankrác potřebuje dostat do divadla, kde se nachází Santusov, ale nedaří se mu to. Setkává se s prodavačem croque monsieur, od něho získává první stopu, že Santusov občas za tmy využívá jeho služeb aby se nasytil. Pankráce napadne, že by se do divadla dostal kanálem, což se mu nakonec poměrně komplikovaně podaří.
Santusov Pankrácovi vysvětlí, že ho na Sibiři drželi pravidelně od jídla, protože jedině hladový dokázal vymyslet nejdůležitější vynálezy. Podílel se i na vzniku přístroje, který dokáže člověku zablokovat všechny mozkové jazykové dráhy kromě jedné. Stačí tedy jen zneužít tento přístroj a všichni lidé na světě se budou dorozumívat například pouze ruštinou. Santusov také sestrojil i stroj času, konkrétně dva exempláře. Jeden je funkční a druhý leží rozebraný v krabicích. Pankrácův úkol je využít stroj času, přesunout se do roku 2011 a zjistit, zdali je budoucnost bezpečná. Pokud však v budoucnosti budou vládnout Rusové, Pankrác se vrátí zpět do přítomnosti. Spolu se Santusovem pak vymyslí plán, jak budoucnost změnit, i za cenu cesty do minulosti. Na otázku, do jaké doby by se Santusov rád vrátil, mu profesor ukáže starý sekeromlat a prozradí mu, že ho vždy lákal pravěk. 
2011
Polda nastoupí do stroje času a opravdu se přemístí do roku 2011. Aniž by opustil prostor podkroví divadla, zjistí, že Santusovy obavy se naplnily a budoucnost opravdu ovládli Rusové. 
"A je to tady, chvíle, na kterou jsme se všichni těšili. Na tribuně se objevuje ministr obrany, soudruh Alexej Grušavoj. Jak možná slyšíte, vojáci pod tribunou zdraví oslavence mohutným „Hurá!“. A je to nádhera. Nad hlavou nám právě proletěly zbrusu nové stíhačky Mig-41. Ministr kyne nastoupeným jednotkám a moskevští pionýři mu předávají nádhernou kytici. Za několik okamžiků uslyšíme sovětskou hymnu…“
Přístroj pro návrat zpět však nefunguje a Pankrác musí vyhledat Santusova. Ocitá se tak nechtě v ulicích komunistické Paříže. Od známého prodavače se dozvídá stručnou historii a nynější stav a je nasměrován do knihovny, kde by se mohl o profesorovi něco dozvědět. Tam se ze starých novin dozvídá, že profesor byl uvězněn pro své protikomunistické názory. 
Pankrác si obstará průkazku úředníka patentů a vynálezů a navštěvuje ve vězení Santusova. Ten se domnívá, že velitel Makarov, nyní diktátor, se zřejmě zmocnil stroje času, díky kterému se snaží Santusovy i Pankrácovy snahy zničit. Vše nasvědčuje tomu, že to byl on, kdo posílal agenty KGB opakovaně do minulosti, aby škodili jejich cílům. Santusov navrhuje opravit druhý stroj času, který leží na půdě divadla, napřed se však musí dostat z vězení ven.
Příkaz k přemístění může vydat pouze vysoký úředník Dubov, který tráví dovolenou na Havaji, ta je však pro běžné lidi naprosto nepřístupnou zónou. Jedno řešení však existuje. Pankrácovo kolega z úřadu dostal za úkol vydat se tam a nechat Dubovem podepsat nějaké dokumenty. Pankrác využije kolegovy alergie, přiotráví ho a vydá se tak na Havaj místo něj. Zde zajistí podepsání dokumentů, včetně příkazu k přemístění Santusova a setká se zde také s Mucovou, která zde po jeho zmizení zůstala. Santusov je volný a spolu s Pankrácem opravují druhý stroj času, který byl celou domu na půdě divadla. Santusov chce Pankráce vrátit do roku 1996, aby mu spolupráci rozmluvil. Pankrác nastoupí do stroje času, ale v tu chvíli se objeví agenti KGB.
Pravěk
Pankrác se zřejmě vlivem střelby ocitl v pravěku. Snaží se zapadnout s okolím a ve spolupráci se šamanem se učí jazyk primitivního kmene. Podaří se mu předat Santusovi zprávu pomocí rytiny na sekeromlatu, který mu profesor kdysi ukazoval. Ten mu pošle do jeskyně stroj času, který však šaman vydává za božskou modlu. Nakonec se podaří Pankrácovi šamana porazit a nastavuje na stroji času zmíněný rok 1996. 
1789
Pankrác se ocitá ve víru francouzské revoluce v roce 1789. Čím větší časové úseky člověk překonává při cestování časem, tím dochází k větším odchylkám od požadovaného roku. To se stalo i Pankrácovi, který je uvězněn hlídkou revolucionářů. Zde u důstojníka Gilberta dostává nabídku – buď podepíše své doznání a půjde na gilotinu, nebo podepíše udání na kapitána Hobbse a dostane se na svobodu. Pankrác volí druhou možnost, aniž by si uvědomil důsledky svých činů a zkouší nalézt stroj času. Ten měl být stále v jeskyni, na místě budoucího divadla, které je momentálně rozestavěné. Polda zjišťuje, že pokud se při stavbě něco nalezlo, určitě by o tom měl vědět jistý Vadim, přezdívaný Ťuhýk. Ten se nachází v sanatoriu a je ve velmi těžkém stavu. Pankrác ho pomáhá vyléčit a dozvídá se od něj, že stroj času prodali sběrateli panu de Vries. 
Polda nalézá sběratele i stroj času, který je sice lehce poškozený a chybí mu baterie. I tak ho chce samozřejmě od sběratele koupit. Ten si místo peněz žádá jinou odměnu – vzácného zlatého brouka skaraba, za kterým se musí Pankrác vydat do Egypta.
Zde mu místní obchodník sdělí, že skarabea již prodal, Pankrácovi se podaří obchodníka přelstít a navíc ještě zjistí, že ve vykopávkách našli podivný zlatý přístroj – baterii. Pankrác se tedy vydává na cestu k vykopávkám a baterii se mu nakonec podaří získat. Po návratu zpět do Paříže je sběratel nadšený, smění s Pankrácem stroj času za skarabea a Pankrác se díky získané baterii opět vydává na cestu časem. Santusov do přístroje zabudoval zařízení, díky kterému se stroj času bude přemísťovat spolu s Pankrácem.
Alternativní 1996
Pankrác se ocitá v roce 1996, ale zdejší svět nepoznává. Ocitá se u nákladového nádraží pro vzducholodě, kolem jezdí parní automobily a on i se strojem času vzbuzuje nežádoucí pozornost. Zjišťuje, že důstojník Gilbert se stal během Velké francouzské revoluce vrchním velitelem armády a Pankrác svým podpisem udání změnil tok dějin. Nezbývá mu, než se vrátit zpět do roku 1789 a získat své udání zpět. 
1789
Noční revoluční Paříž není moc přívětivá. V domě sběratele pana de Vries jsou stopy krve a po sběrateli není ani jedna stopa. Pankrác zjišťuje, že důstojník Gilbert hraje na obě strany – revolucionářskou i královskou. Snaží se vymámit z důstojníka udání smírnou cestou, ale nedaří se mu to. Nakonec ho přepadne a udání mu ukradne a předá advokátovi kapitána Hobbse.
1996
Stroj času opět zmizel, Pankrác se ocitá v Paříži v roce 1996, která vypadá podobně jako v roce 2001. Tok dějin je tedy zřejmě narovnaný. Santusov se nachází v zábavním parku, ale je hlídán agentem KGB, který nedovoluje Pankrácovi s ním promluvit jediné slovo. Polda se ho tedy ve strašidelném domě zbaví a Santusova nakonec přesvědčí, že mu může důvěřovat. 
Profesor samozřejmě Pankráce v roce 1996 nezná, ten mu tedy musí vše vysvětlit, od ruské nadvlády v budoucnosti i po profesorovo uvěznění. Pankrác navrhuje, aby mu Santusov slíbil, že nebude dělat ani na vynálezu ovlivňující jazykové dráhy ani na stroji času a ať se místo toho raději přestěhuje do Paříže a začne hrát na housle. Před podáním ruky se mu najednou zatmí před očima a on se ocitá opět v roce 2011 na hotelovém pokoji, Mucová se vrací z baru a Santusov je zve na svůj koncert do Paříže. Po skončení koncertu Santusov Pankrácovi sděluje, že ho začalo bavit vynalézání a ukazuje mu plánek, kde je zobrazena základní kostra stroje času…

## Hodnocení
Server BonusWeb.cz hru ocenil hodnocením 77%. Pochvalovaná byla grafika a ozvučení, ale kritizovány byly trhliny v příběhu a absurdní námět o komunistickém Rusku roku 2011.